# Psychopatie
Slovo psychopatie má několik významů:
- v užším smyslu pouze antisociální (disociální) porucha osobnosti nebo její těžší formy (psychopati Cleckleyova typu[1]) anebo tzv. sociopatii
- v širším smyslu zastaralý termín pro dnešní pojem porucha osobnosti obecně, což kromě antisociální poruchy může zahrnovat i lehčí formy, jako například narcistickou, histriónskou, paranoidní, schizoidní, anankastickou, vyhýbavou, závislou nebo hraniční osobnost

V prvních dvou významech je psychopatie hluboce zakořeněná a přetrvávající psychická vlastnost, stav nebo vzorce chování, které jsou vyjádřením charakteristického životního stylu jedince a jeho vztahu k sobě i druhým a které představují extrémní nebo významné odchylky (deviace) od způsobů, kterými průměrný člověk v dané kultuře vnímá, myslí, cítí a utváří vztahy k druhým (resp. od toho, jaké vnímání a chování se od průměrného člověka obvykle očekává, tj. od společenského konstruktu normální osobnosti).
Termín „psychopat“ a „psychopatie“ se v českém odborném prostředí neužívá pro pejorativní konotaci a lze používat termíny „člověk s poruchou osobnosti“ a „porucha osobnosti“. Mezi laickou veřejností je daný termín spojován i s násilným chováním, ovšem tyto projevy se týkají jen malé části osob. Podíl psychopatů mezi ženami se může blížit podílu psychopatů mezi muži.

## Kulturní podmíněnost psychopatie
Tzv. poruchy osobnosti nejsou nemocemi v pravém slova smyslu a i slovo „porucha“ pro ně Mezinárodní klasifikace nemocí používá s opatrností a s upozorněním, že není zcela výstižné. Jde o rysy osobnosti, které se vyskytují ve spojité škále od pouhého nevýrazného rysu osobnosti až po těžký sociální handicap.
Z definice vyplývá, že meze, jaká míra určité vlastnosti je již považována za psychopatii, jsou kulturně podmíněné, tj. že člověk, který v určité kultuře nebo z určitého pohledu je vnímán jako úspěšný a socializovaný, může z jiného pohledu být hodnocen jako psychopat. František Koukolík pro osoby se subklinickou (nepatologickou) mírou antisociálního založení propaguje termín deprivant.

## Příčiny psychopatických rysů
Některé výzkumy nasvědčují hypotézám o genetické podmíněnosti psychopatií. Měření aktivace různých uzlů mozkové neuronální sítě při různých stavech a činnostech naznačují, se kterými částmi mozku může struktura osobnosti souviset.
Kromě poruch osobnosti geneticky a hormonálně podmíněných (vrozených) nebo způsobených úrazem či jiným poškozením mozku existují také změny osobnosti například vlivem citové deprivace v dětství nebo vlivem dlouhodobého stresu anebo mimořádně traumatizujícího zážitku. Tyto psychogenní poruchy mívají odlišnou strukturu než vrozené poruchy.

## Testování psychopatie
Psychopatické rysy osobnosti a jejich míra se dají testovat. Kanadský psycholog Robert Hare vyvinul diagnostický nástroj nazývaný PCL-R. Obsahuje dvacet možných projevů (například nedostatek empatie, patologické lhaní nebo nezodpovědnost), podle nichž se testovaná osoba hodnotí. Každý projev je možné ohodnotit číslem 0 (projev není přítomen), 1 (projev je patrně přítomen) nebo 2 (projev je zcela jistě přítomen). Ve Velké Británii se celkové skóre alespoň 25 bodů považuje za pravděpodobného psychopata, v USA je hranice stanovena na 30 bodů. Autor testu navíc opakovaně upozorňuje, že nemusí jít jen o zabijáky a podivíny na okraji společnosti, ale třeba o vaše kolegy, kamarády nebo partnery.

## Druhy psychopatie
- citová psychopatie – přehnané city nebo citová chladnost
- morální psychopatie – nedostatek svědomí, bezcharakternost
- sadistická psychopatie – citová chladnost, bezcitnost, nesvědomitost, sklon ke krutosti projevující se už v dětství (např. trápení zvířat)
- sexuální psychopatie

## Terapie psychopatie
Pravá psychopatie se v jádru nedá příliš změnit, co se týče vnímání a prožívání situací a vztahů, ale chování se dá částečně ovlivnit výchovou, prostředím a sebevýchovou.
U lehčích nebo částečně psychogenních poruch osobnosti mohou být účinné terapie pomáhající rozvoji citového života:
- muzikoterapie – léčba hudbou
- arteterapie – léčba malováním
- hipoterapie – jízdy na koni
- canisterapie – hra se psy

## Následky psychopatie
Psychopaté nejsou ve společnosti ihned rozeznatelní. Naopak mohou mít dobré společenské postavení (např. diktátoři). Existují dokonce názory, že tzv. firemní, příp. korporátní psychopaté (s nedostatkem empatie) mohou mít velký podíl na světové finanční krizi. „Víme, že je přitahuje prostředí, kde je akce, kde jsou peníze a příležitosti. Kdybych nestudoval psychopaty ve vězení, zkoumal bych je na burze. Když se podíváte na dnešní ekonomické magazíny, jedním z horkých témat posledních let v nich je psychopatický šéf,“ říká psycholog Robert D. Hare.

#### Audiovizuální dokumenty
- Psychopath, režie John Purdie, 48 minut
- MUDr. František Koukolík: Mocenská posedlost je stav, při němž se mocenská pýcha a / nebo mocenská závislost kombinují se stupiditou], přednáška (zejména její 3. kapitola), PPS, WMA, PPS+WMA
- Ryba smrdí od hlavy, Režie: Misha Votruba, Václav Dejčmar, 80 minut